# Серпелиці
Серпелиці (пол. Serpelice) — село в Польщі, у гміні Сарнаки Лосицького повіту Мазовецького воєводства. Населення — 339 осіб (2011).

## Історія
За даними етнографічної експедиції 1869—1870 років під керівництвом Павла Чубинського, у селі переважно проживали греко-католики, які розмовляли українською мовою.
У 1975—1998 роках село належало до Білопідляського воєводства.

## Демографія
Демографічна структура станом на 31 березня 2011 року:
|          | Загалом | Допрацездатний вік | Працездатний вік | Постпрацездатний вік |
| -------- | ------- | ------------------ | ---------------- | -------------------- |
| Чоловіки | 179     | 37                 | 118              | 24                   |
| Жінки    | 160     | 21                 | 88               | 51                   |
| Разом    | 339     | 58                 | 206              | 75                   |